# 11e armée (Empire allemand)
Pour les articles homonymes, voir 11e armée.
La 11e armée / 11e haut commandement de l'armée (AOK 11) est le nom donné à l'unité majeure de l'armée allemande et à ses autorités de commandement associées pendant la Première Guerre mondiale (1914-1918). Ils comprennent chacun plusieurs corps d'armée ou de réserve ainsi que de nombreuses troupes spéciales.

## Histoire

### Première formation

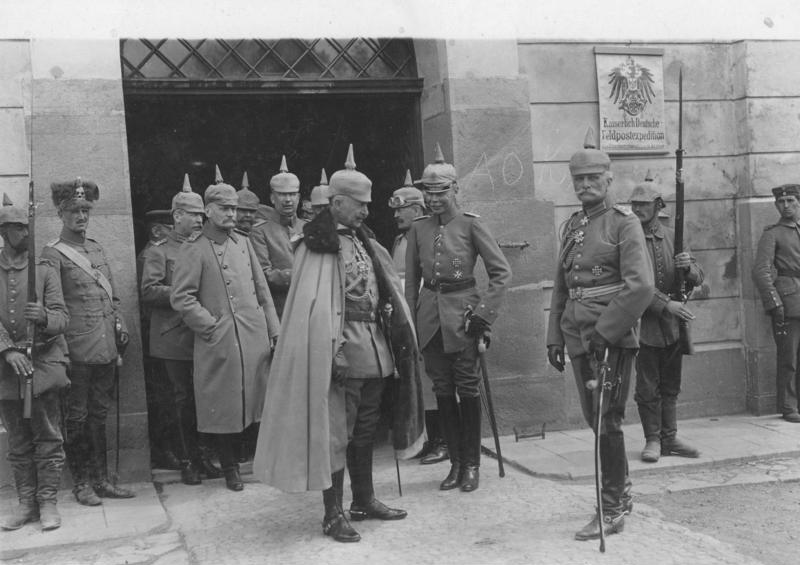
État-Major de la 11e armée en avril 1915 avec l'empereur Guillaume II.

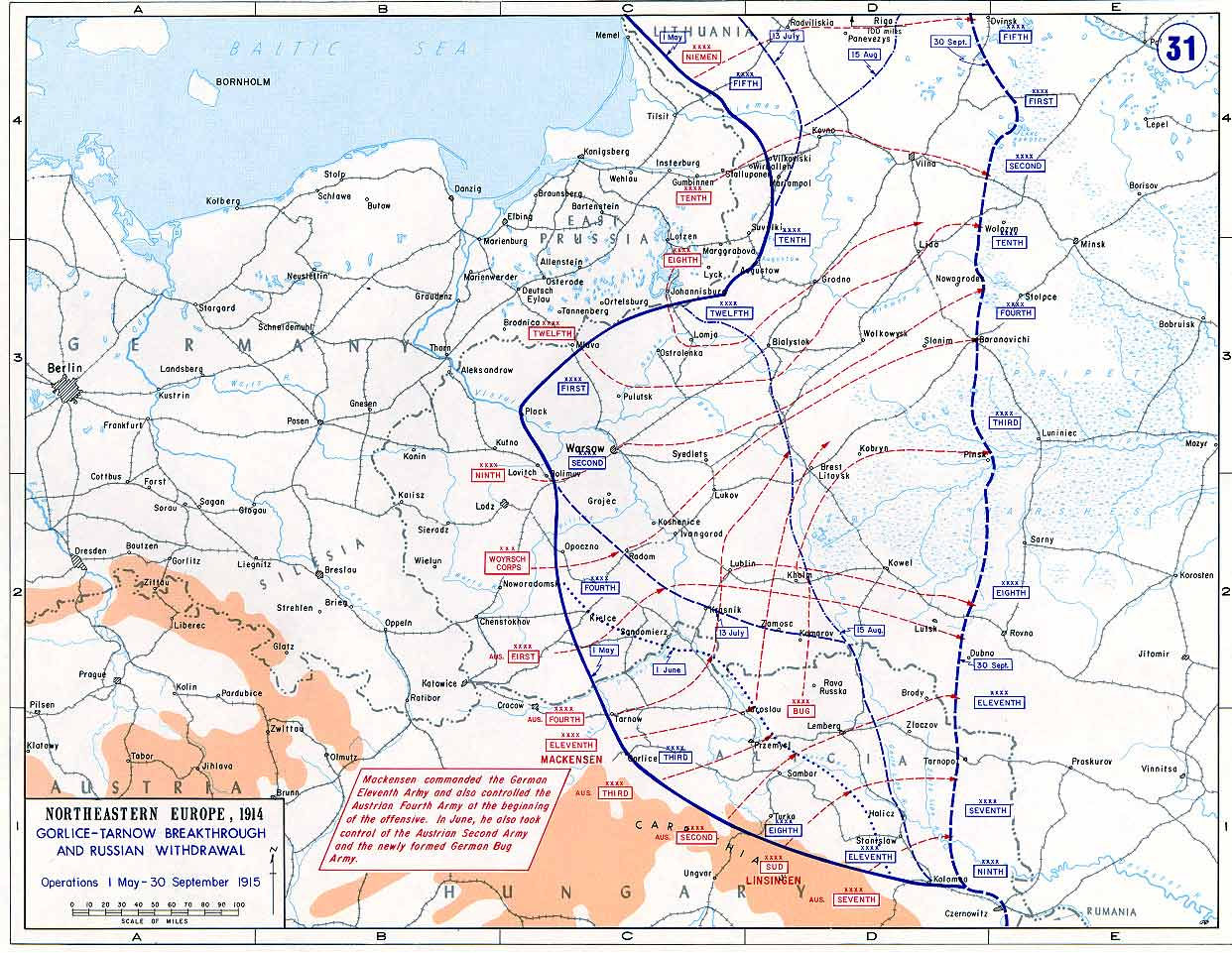
Offensives des puissances centrales contre la Russie en 1915

Le 22 février 1915, le colonel Ernst von Wrisberg, en tant que chef du département de l'armée au ministère prussien de la Guerre, propose de créer une réserve opérationnelle, les divisions du front occidental cédant chacune leur quatrième régiment. La proposition est reçue très positivement et, à la fin de mars 1915, 14 nouvelles divisions avec du personnel expérimenté dans la guerre sont créées de cette manière. Le chef d'état-major général, le général d'infanterie Erich von Falkenhayn voulait à l'origine utiliser ces nouvelles forces à l'ouest, mais début avril la décision est prise de déployer ces réserves sur le front est.
Afin de les diriger, le 3 mars 1915, l'ordre de mettre en place un nouveau 11e haut commandement de l'armée (AOK 11) à l'usage spécial est émis du commandement suprême de l'armée. Le 9 mars, le général d'infanterie Max von Fabeck est nommé commandant en chef et le colonel Hans von Seeckt est nommé chef d'état-major. Les membres de la nouvelle AOK 11 se réunissent à Cassel le 15 mars, puis se sont déplacés à Maubeuge. Au cours des semaines suivantes, l'AOK 11 avait pour mission de reconnaître le terrain au nord d'Arras en vue d'une offensive. Le général von Fabeck est transféré à la 1re armée le 28 mars 1915 en tant que nouveau commandant en chef, en remplacement du colonel général Alexander von Kluck, qui y est blessé. Par conséquent, le commandement de l'AOK 11 est d'abord exclusivement entre les mains du colonel von Seeckt. Ce n'est que le 16 avril que le haut commandement de l'armée est informé de son transfert prévu vers le front de l'Est et de son utilisation dans une offensive sur place. Au même moment, le colonel général August von Mackensen est nommé nouveau commandant en chef de la 11e armée. Le jour suivant, le transfert commence, et le 19 avril, le haut commandement de l'armée se trouve à Teschen puis à Neu-Sandetz.
Les premiers transports de huit divisions allemandes arrivent le 21 avril et le nouveau commandant en chef le 25 avril. À la fin du mois d'avril, la 11e armée dispose des troupes suivantes:
| - 41e corps de réserve - Corps de la Garde - 10e corps d'armée | - 6e corps d'armée autrichien - "Corps combinés" |

Au total, il y a huit divisions allemandes et deux divisions austro-hongroises. Le 2 mai 1915, l'attaque de la 11e armée et de la 4e armée austro-hongroise, subordonnée sur le plan opérationnel, entame la bataille de quatre jours de Gorlice-Tarnów, qui se termine par une percée opérationnelle à travers les lignes russes. Dans les semaines qui suivent, l'armée poursuit les troupes russes en retraite, faisant plus de 250 000 prisonniers à la fin juin 1915. Dans les semaines qui suivent, de nouvelles opérations offensives (→ Grande Retraite) réussirent à repousser loin les unités russes. Après ces succès, cependant, un regroupement doit avoir lieu afin de pouvoir mobiliser plus de troupes contre la Serbie. Pour cette raison, le haut commandement de la 11e armée est dissous le 18 septembre 1915 et son personnel est utilisé pour établir l'état-major général du groupe d'armées von Mackensen .

### Deuxième formation
Dans le domaine impérial autrichien, dans le Banat, les troupes allemandes sont mises à disposition pour une offensive contre la Serbie à l'automne 1915. Il s'agit notamment des unités suivantes :
- 4e corps de réserve
- 10e corps de réserve
- 3e corps d'armée

Dès le 30 septembre 1915, une réorganisation des autorités de commandement a lieu. Le 12e haut commandement de l'armée sous les ordres du général der Artillerie Max von Gallwitz est détaché du front oriental afin de diriger les troupes destinées à l'offensive contre les Serbes. Dans le même temps, il est rebaptisé 11e haut commandement de l'armée.
Avec le 3e armée austro-hongroise et la 1re armée bulgare (en), elle est subordonnée au groupe d'armées von Mackensen lors de l'offensive à venir contre la Serbie. L'offensive commence le 1er janvier. octobre 1915 et conduit à la défaite de l'armée serbe et à l'occupation du pays fin novembre 1915. Après une période de regroupement, à partir de février/mars 1916, la 11e armée sécurise la frontière avec la Grèce sur le front de Salonique, où une armée de l'Entente a débarqué. Le haut commandement dépendant du groupe d'armées germano-bulgare est maintenu dans les Balkans.
Le quartier général du haut commandement de l'armée est à Veles à partir du 31 janvier 1916, puis à Prilep à partir du 5 octobre 1916. Le retrait depuis le 21 septembre 1918 devant la Manœuvre d'Uskub de la cavalerie française s'est fait progressivement via Jagodina jusqu'à Szolnok (Hongrie). De là, elle est transférée à Allenstein en Prusse-Orientale le 7 décembre 1918.